# Bảy Đen
Đặng Minh Nhuận (1932–1963), bí danh Đoàn Triết Minh, Nguyễn Bảy, Bảy Đen, là một chỉ huy quân sự Quân đội nhân dân Việt Nam trong hai cuộc chiến tranh chống Pháp và chống Mỹ.

## Cuộc đời
Ông sinh năm 1932 ở xã Long Châu, huyện Châu Thành, tỉnh Vĩnh Long (nay là phường 3, thành phố Vĩnh Long, tỉnh Vĩnh Long) trong một gia đình làm nghề công thương.
Năm 1948, nhờ sự giáo dục và dẫn dắt của chú ruột là Đặng Văn Thiềng, ông tham gia lực lượng vũ trang chống Pháp ở tỉnh Vĩnh Long.
Năm 1949, ông được kết nạp vào Đảng Cộng sản Đông Dương.
Năm 1954, ông tập kết ra Bắc, theo học Trường Sĩ quan Lục quân. Sau khi tốt nghiệp chuyển sang công tác biên phòng ở biên giới Việt Trung.
Năm 1962, ông vào Nam, giữ chức Trung úy, Đại đội trưởng Đại đội 1, Tiểu đoàn 261 chủ lực Quân khu 8.
Tháng 1 năm 1963, ông trực tiếp chỉ huy Quân Giải phóng đánh thắng trận Ấp Bắc dưới sự chỉ huy của Võ Văn Điều (Hai Hoàng), đánh bại lực lượng quân Mỹ đông gấp nhiều lần, bước đầu làm phá sản kế hoạch ấp chiến lược.
Ngày 30 tháng 8 năm 1963, trong trận tấn công đồn Thạnh Nhựt (nay thuộc huyện Gò Công Tây, tỉnh Tiền Giang), ông bị thương nặng và hy sinh. Nhật ký của ông sau đó được Chính trị viên Đại đội 1 Tám Thư trao cho nhà văn Võ Trần Nhã bảo quản cho đến ngày nay, còn khẩu súng B38 được trao cho Cục Tuyên huấn Quân đội Miền.

## Nhận xét
- Yếu tố cốt lõi của chiến thắng Ấp Bắc là ở tài năng người chỉ huy. (Thiếu tướng Trần Minh Phú, nguyên Phó Tư lệnh Quân khu 9)[2]

## Gia đình
Đặng Minh Nhuận có vợ là bà Lưu Thị Minh Nguyệt và ba con gái Đặng Thị Nguyệt Hồng (sinh năm 1959), Đặng Thị Nguyệt Ánh (sinh năm 1961), Đặng Thị Nguyệt Mai (sinh năm 1962).

## Vinh danh
Ngày 20 tháng 12 năm 1994, ông được Nhà nước truy tặng danh hiệu Anh hùng Lực lượng vũ trang nhân dân.
Mộ của ông đang tọa lạc tại Nghĩa trang liệt sĩ tỉnh Tiền Giang.
Tên của ông được đặt cho một con đường ở Thành phố Hồ Chí Minh. Tuy nhiên, tên đường lại viết sai tên từ Đoàn Triết Minh thành Đoàn Minh Triết.